# 楊蛟
楊蛟（？—？），字巨嶠，陝西慶陽府安化縣人，明朝政治人物。

## 生平
万历三十四年（1606年）丙午科陕西乡试举人，四十一年（1613年）癸丑科进士。操行方洁，为文宏辨。以户部主事榷税临清，革去一切陋规，省民数万金，吏民戴之。